# Ghost (együttes)
A Ghost (további ismert nevein Ghost B.C., vagy A Group of Nameless Ghouls) egy Grammy-díjas svéd metal zenekar, amit 2006-ban alapítottak Linköpingben. 2010-ben készítettek egy demólemezt, Elizabeth néven, majd elkészítették a debütáló stúdiólemezüket, az Opus Eponymoust. 2013-ban kiadták a második stúdióalbumukat, az Infestissumamot. Az utóbbi albumból három videóklipet készítettek, a Secular Haze-t, a Year Zero-t és a Monstrance Clock-ot. Ezek után az If You Have Ghost című feldolgozásokból álló EP-t adatták ki. Harmadik nagylemezük Meliora címen jelent meg 2015-ben. 2018. június 1-jén jelent meg negyedik albumuk Prequelle címmel.
2012-ben volt egy énekescseréjük, így az énekes zenekari neve Papa Emeritus-ról Papa Emeritus II-re változott, de a jelmez mögött és a maszk mögött lévő személy ugyanaz maradt. Papa Emeritus II. egy interjúban azt állította, hogy minden nagylemezre másik Papa Emeritus kerül.

## Megjelenésük
A tagok különböző jelmezeket és maszkokat viselnek, biztosítva anonimitásunkat. Az énekesek, 2008-tól Papa Emeritus, 2012-től Papa Emeritus II, 2015-től Papa Emeritus III, 2018-tól Cardinal Copia, a katolikus ellenpápának van öltözve koncerteken és interjúkon sátánista szimbólumokkal (pl. fordított kereszt), a többi tag, a Nameless Ghoulok pedig különböző maskarákba bújva rejtik el magukat, és mindannyian viselnek egy alkímiai szimbólumot, ami a jelmezükön több helyen megtalálható. Ezek a következőek:
Szólógitáros: 
Ritmusgitáros: 
Basszusgitáros: 
Dobos: 
Billentyűs: 

## Diszkográfia

### Nagylemezek
- Opus Eponymous (2010)
- Infestissumam (2013)
- Meliora (2015)
- Prequelle (2018)
- Impera (2022)
- Skeletá (2025)

### EP-k
- If You Have Ghost (2013)
- Popestar (2016)
- Seven Inches of Satanic Panic (2019)
- Phantomime (2023)

### Kislemezek
- Elizabeth (2010)
- Secular Haze (2012)
- Year Zero (2013)
- Cirice (2015)
- He Is (2017)
- Dance Macabre (Carpenter Brut Remix) (2018)

### Demók
- Demo 2010 (2010)

### Videóklipek
- Secular Haze
- Year Zero
- Monstrance Clock
- From The Pinnacle To The Pit
- Cirice
- Square Hammer
- He is
- Rats
- Dance Macabre

## Fordítás
- Ez a szócikk részben vagy egészben a Ghost_(Swedish_band) című angol Wikipédia-szócikk ezen változatának fordításán alapul.  Az eredeti cikk szerkesztőit annak laptörténete sorolja fel. Ez a jelzés csupán a megfogalmazás eredetét és a szerzői jogokat jelzi, nem szolgál a cikkben szereplő információk forrásmegjelöléseként.